# Haloplasma contractile
Haloplasma contractile è una specie di batterio appartenente alla famiglia delle Haloplasmataceae.